# Frea conradti
Frea conradti är en skalbaggsart som beskrevs av Stefan von Breuning 1965. Frea conradti ingår i släktet Frea och familjen långhorningar. Inga underarter finns listade i Catalogue of Life.